# Сіра гниль
Сіра гниль винограду (Botrytis cinerea) — повсюдно розповсюджена хвороба винограду.

## Збудник сірої гнилі у винограду
Хвороба викликається недосконалим грибом Botrytis cinerea Pers. За паразитичними властивостями відноситься до фітопатогенних сапрофітів.Міцелій гриба розвивається в широкому діапазоні температур (від 5 до 30 °C). Для проростання спор потрібна крапельно-рідка вода. Ягоди інтенсивно загнивають при відносній волозі повітря вище 70 % і температурі 15-25 °C, особливо при різких змінах посушливих і дощових періодів, які викликають розтріскування ягід.
Збудник хвороби зимує в вигляді склероціїв, які формуються на опалих рослинних залишках. Восени на опалих заражених ягодах, на відмерлих пагонах з'являються чорні, кулеподібні або довгасті горбки діаметром 2-4 мм. Вони являють собою щільне сплетіння міцелія гриба. Зовнішній шар має темно-буре або чорне забарвлення, а внутрішній — біле. Після зимівлі, весною при температурі 12 °C і вище і при наявності великої вологості склероції проростають, утворюючи розгалужені конідієносці з конідієспорами або характерні плодові тіла в формі чашечки діаметром 0,2-0,5 мм. На дні плодового тіла утворюються циліндричні сумки з 8 овальними спорами розміром 9-11х5-6 мкм.
Спори, які утворилися переносяться вітром, і при потраплянні на чутливі органи, проростають. Спори утворюють ростові трубки, які потрапляють в тканини, в який розвивається грибниця.

## Симптоми хвороби у винограду
Вражає всі надземні частини виноградних кущів: листки, пагони, суцвіття і ягоди.
В випадку вологої і теплої погоди під час цвітіння винограду гниль сіра розвивається на маточці і тичинках квіток. На вражених квітках з'являється сірий наліт конідіального спороношення гриба, вони засихають і відпадають.
Ягоди вражаються на всіх етапах росту і розвитку, але інтенсивність хвороби збільшується по мірі збільшення їх цукристості. За великої вологості гниль сіра вражає зелені ягоди, які мають невелику кількість цукру. Зелені ягоди частіше вражаються хворобою після розтріскуванні, пошкодженні градом або шкідниками. Вражені ягоди вкриваються сірим нальотом, вони засихають і відпадають.
Під час періоду дозрівання вражені ягоди буріють, вкриваються сірим цвілеподібним нальотом конідіального спороношення гриба, розм'якшуються, целюлозна оболонка відділяється від м'якоті. На смак вони стають кислими, мають неприємний запах цвілі. Урожай винограду, вражений сірою гниллю, непридатний для виготовлення соків. Вина з такого урожаю мають неприємний запах цвілі, дуже нестабільні, піддаються побурінню, швидко прокисають. У червоних сортів руйнуються фарбувальні речовини.
Якщо після зараження зрілих ягід наступає суха і жарка погода, то вражені ягоди стають родзинками, їх сік набирає специфічні тони, цукристість його збільшується. В цьому випадку сіра гниль розвивається по типу «благородної гнилі». З сусла такого урожаю можна отримати доброякісні вина.